# C'est toi que j'attendais
Pour plus de détails, voir Fiche technique et Distribution.
C'est toi que j'attendais est un film français réalisé par Stéphanie Pillonca et sorti en 2021.

## Fiche technique
- Titre : C'est toi que j'attendais
- Réalisation : Stéphanie Pillonca
- Scénario : Stéphanie Pillonca et Astrid de Lauzanne
- Photographie : Hugues Poulain, Matthieu-David Cournot, Jacques Ballard et Arthur Lauters
- Montage : Fabien Bouillaud
- Musique : Martin Balsan
- Chansons originales : Aurélie Saada
- Son : Gautier Isern, Mariette Mathieu-Goudier, Olivier Pelletier et Dorian Racine
- Montage son : Gautier Isern
- Mixage : Dominique Gaborieau
- Société de production : Wonder Films
- Distribution : Pyramide
- Pays de production :  France
- Genre : documentaire
- Durée : 87 minutes
- Date de sortie :  France - 22 décembre 2021[1]

## Distinctions

### Récompenses
- Prix du meilleur film au festival Cinéma et Musique de film de La Baule 2021[2]
- Prix du public au Festival 2 Cinéma 2 Valenciennes 2021[3]

### Sélections
- Festival du film francophone d'Angoulême 2020
- Festival international du film de Saint-Jean-de-Luz 2020
- Festival de cinéma européen des Arcs 2020